# Хак, Конни
Хана́к А́ша «Ко́нни» Хак (англ. Kanak Asha «Konnie» Huq; род. 17 июля 1975, Хаммерсмит, Лондон, Англия, Великобритания) — британская журналистка, телеведущая и актриса.

## Биография
Ханак Аша Хак (настоящее имя Конни) родилась 17 июля 1975 года в Хаммерсмите (Лондон, Англия, Великобритания) в семье мусульман-суннитов, которые эмигрировали в Англию из Бангладеш в 1960-х годах. Конни выросла в Илинге, что на западе Лондона. У Хак есть две старших сестры — архитектор Нутан Хак и писательница Рупа Хак (род.1972).
Конни окончила среднюю школу Ноттинг-Хилл и Илинг (Notting Hill & Ealing High School) и получила высшую оценку (9) в её сертификате о среднем образовании (GCSE), в качестве основных предметов она выбрала физику, математику и химию, по которым получила сертификат продвинутого уровня (A-levels). Несмотря на усиленное изучения естественных наук в средней школе и получения по ним высших баллов, она выбрала экономику для изучения в колледже Робинсона и в итоге закончила с оценками уровня 2:1 (уровень выше среднего, но не высший).

## Карьера
В 1989 году, в возрасте 14 лет, Конни была гостем в «Blue Peter» с Национальной молодёжным музыкальным театром, где она пела сольно. В 1992 году, в преддверии предстоящих всеобщих выборах, Хак взяла интервью у тогдашнего лидера лейбористов Нила Киннока для детской программы «Newsround».

## Личная жизнь
С 26 июля 2010 года Конни замужем за сатириком и диктором Чарли Брукером, с которым она встречалась 9 месяцев до их свадьбы. У супругов есть два сына — Кови Брукер Хак (род.23.03.2012) и Хаксли Брукер Хак (род.28.02.2014).